# Вуа

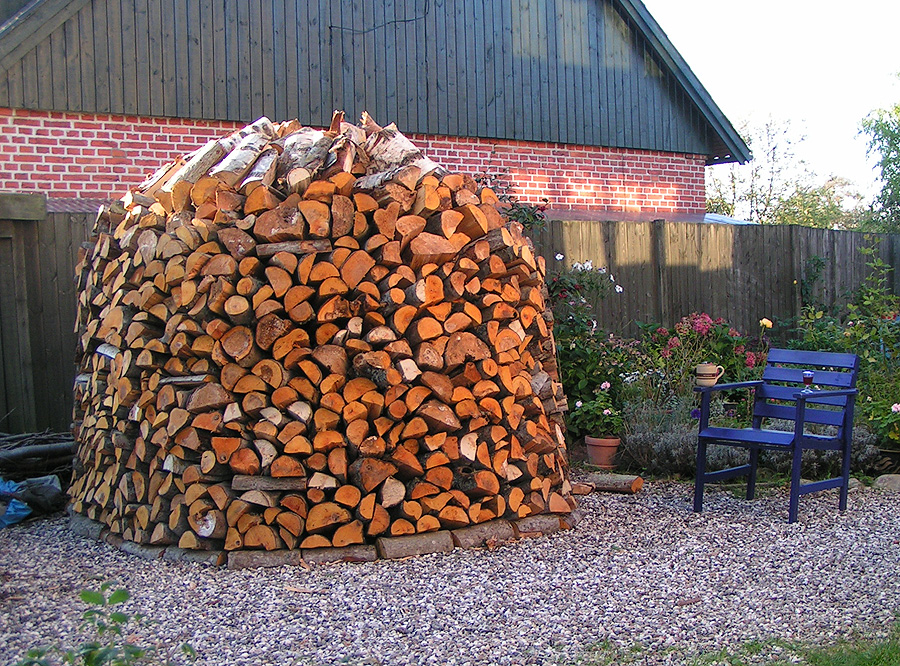
Заготовлені дрова. Дровітня. Обсяг — близько 1 вуа.

Вуа́ (від фр. voie) — міра дров, дорівнює приблизно 2 кубічних метри (стери). Використовувалася, зокрема, у Франції.